# Kali (zanger)
Jean-Marc Monnerville, beter bekend onder zijn artiestennaam Kali (Fort-de-France, 21 februari 1959), is een Frans zanger.

## Biografie
Kali wordt op 21 februari 1959 geboren in Fort-de-France, de hoofdstad van het Franse eiland Martinique. In de jaren zeventig stuurde zijn vader hem naar Frankrijk om muziek te studeren.
In 1983 doet hij mee aan de Franse preselectie voor het Eurovisiesongfestival. Met het nummer Je vous oublie eindigt hij als dertiende en voorlaatste. In 1992 wordt hij intern aangeduid als Franse vertegenwoordiger op het Eurovisiesongfestival 1992, dat gehouden wordt in de Zweedse stad Malmö. Daar brengt hij Monté la riviè, dat zowel in het Frans als in het Haïtiaans-Creools vertolkt wordt. Het was voor het eerst in de geschiedenis dat de Franse act niet volledig in het Frans gezongen werd. Kali eindigde op de achtste plaats. Het nummer leverde hem succes op in Frankrijk. In 1994 werd Pan patchew door de Société des auteurs, compositeurs et éditeurs de musique uitgeroepen tot Nummer van het Jaar.